# Olimpia Velasco
Olimpia Velasco Ruiz (Madrid 1970) es una artista visual española.

## Formación
Licenciada en Bellas Artes por la Universidad Complutense de Madrid y realizó los cursos de Doctorado en esa misma universidad y en el T.E.I. Athinon, Atenas (Beca Sócrates). Es Diplomada en Diseño Gráfico por el Centro Español de Nuevas Profesiones de Madrid.

## Exposiciones
Ha participado en numerosas exposiciones nacionales e internacionales.  

### Exposiciones individuales
Geodesia (2022) en el Instituto Geográfico Nacional, Madrid. http://cdn.mitma.gob.es/portal-web-drupal/mitma/nota_expo.pdf
"Algunas cosas Que vuelan por el mundo" (2021), en la Galería Nueva, Madrid. 
La Partida (acción de peso) en 2018 en la Iglesia del Convento de Santo Domingo del Museo de Pollensa (Mallorca) en el marco del taller y performance "Enclaves íntimos en el paisaje", desarrollados en el Museo Es Baluard (Palma de Mallorca).
La Oscuridad (2018) es una exposición que rindió homenaje a las mujeres represaliadas por la dictadura en Uruguay entre 1973-1984, en la salas del Espai Dipòsit del Casal Solleric de Palma y Friluftsliv (2017) en el Palacete del Embarcadero de Santander y en la galería Mayor de Palma y Pollensa. https://alvarezcareaga.com/proyectos/friluftsliv-olimpia-velasco/. https://www.eldiario.es/cantabria/cultura/olimpia-velasco-friluftsliv-palacete-embarcadero_1_3553810.html
La galería Maior de Pollensa en Mallorca, expone sus trabajos  sobre el tiempo en un mundo orgánico y atemporal en el año 2020. Previamente había itinerado la exposición La Montaña Mágica, (breathing dreams), en referencia a la obro homónima de Thomas Mann, en el Bai & Yun Art Museum, Moganshan, de China en el año 2019;  Este proyecto ha contado con el apoyo del IEB y ha sido financiado por el fondo asistencial y cultural de la sociedad de derechos de autor española VEGAP.
En la sala de exposiciones de El Faro de Melilla y el Centro de Arte Moderno del Hospital del Rey,  presentó la exposición de pinturas y dibujos titulada Siguiendo el hilo, 2011
En el año 2020 realizó  el proyecto Efecto Mariposa en colaboración con la artista Esther Pizarro. Este proyecto fue seleccionado por el Ayuntamiento de Bruselas y la Embajada de España  para intervenir el muro de la cancillería de la Embajada de España en Bélgica, en el marco del concurso "Somos naturaleza. Un muro contra el cambio climático". Efecto Mariposa se inauguró en septiembre y se contextualizó con una exposición en el espacio LAB de la Embajada de España donde se rmostraron varias obras del trabajo individual de cada una de las dos autoras.

### Exposiciones colectivas
Se destacanː  Fuego/Hueco/ Sombra/Aire en el Instituto Cervantes de Cracovia (Polonia). “On rau la realitat?” en el Museo Es Baluard (Palma de Mallorca), la XV Mostra de Arte Naturgy MAC (La Coruña), el XI Premio de pintura y artes plásticas La Rural(Jaén), “la creación contemporánea en la Colección DKV, lenguajes en el dibujo” en el Museo ABC de (Madrid) y Fundación Caja (Castellón), L’ànima de l’invisible en Capilla de La Misericordia (Palma de Mallorca), en Art Beijing 2015 (stand Instituto Cervantes Pekín) “Papeles Privados”. Colección DKV y Tomás Ruiz (Instituto Cervantes de Múnich/Berlín/Cracovia) 2015, la exposición en el Museo de la Memoria Histórica. Puebla, México.

### Intervenciones en espacios públicos
En la Embajada de España en Bruselas, con Efecto Mariposa; en el del aeropuerto de Düsseldorf, con Floating in the air. Además de los murales realizados en Palma de Mallorca, con el título Plan del vuelo (Plaza de Caballería, espacio Lluc Fluxà); la intervención mural Limón, en Calviá; el proyecto El Muro (una intervención en la ciudad de Palma con participación ciudadana) o el proyecto Antes del vuelo, en la ciudad de París.

## Obra en colecciones
Su obras están presentes en colecciones públicas y privadas como la colección Pilar Citoler, la colección DKV, el Aeropuerto de Düsseldorf, la Colección Diezy7 (Swab Barcelona), el Museo de Arte Contemporáneo de Pollensa, el Ayuntamiento de Palma de Mallorca, el Colegio de España en París, el Centro de Arte Contemporáneo Hospital del Rey, Melilla, la Colección Jesús Bárcenas, el Ayuntamiento de Inca, el Ayuntamiento de Marrachí, el Bai & Yun Art Museum, Moganshan (China), el Instituto Geográfico Nacional, H.C Espai Lluc Fluxà.

## Premios y becas

### Premios
Soporte a la Creación Audiovisual Govern Illes Balears (2021). 
Premio financiación del fondo asistencial Vegap (2020).
XXXI Certamen de Pintura de Sant Marçal (2018). 
VII Certamen de Artes Plásticas Dijous Bo (2016). 
BetArt Calviá 2016: Proyectos de Intervenciones Artístico-Urbanas.
Premio Diezy7 de dibujo, Feria Swab 2013,Barcelona.

### Becas
Recibió ayudas para residencias artísticas en Francia, Italia y China; además de varias ayudas de instituciones españolas como del Ministerio de Cultura, del Ministerio de Asuntos Exteriores para realizar proyectos nacionales e internacionales.